# 南阿勃卡 (佛羅里達州)
南阿勃卡（英語：South Apopka）是位於美國佛羅里達州橙縣的一個人口普查指定地區。

## 地理
南阿勃卡的座標為28°39′30″N 81°30′12″W / 28.65833°N 81.50333°W，而該地最高點為海拔高度39米（即128英尺）。

## 人口
根據2010年美國人口普查的數據，南阿勃卡的面積為6.10平方千米，當中陸地面積為5.90平方千米，而水域面積為0.20平方千米。當地共有人口5728人，而人口密度為每平方千米939人。